# Raggen går
Raggen går är en låt framförd av Elov & Beny i Melodifestivalen 2023. Låten som deltog i den första deltävlingen, gick vidare till semifinalen.
Låten är skriven av Johan Werner, Kristian Wejshag, Mattias Elovsson, Oscar Kilenius och Tim Larsson.